# Lacrimula similis
Lacrimula similis är en mossdjursart som beskrevs av Cook och Lagaaij 1976. Lacrimula similis ingår i släktet Lacrimula och familjen Batoporidae. Inga underarter finns listade i Catalogue of Life.